# 諾斯波特 (內布拉斯加州)
諾斯波特（英語：Northport）是位於美國內布拉斯加州莫勒爾縣的非建制地區。

## 歷史
諾斯波特的郵局於1910年設立，其後於1975年停運。

## 地理
諾斯波特所處的海拔為高於海平面1126米（即3694英呎），而該地所採用的時區為UTC-7，即北美山地時區（MST）。同時該地設有夏令時間，為UTC-7調快一小時，即UTC-6（MDT）。